# Diego Donnhofer
Diego Donnhofer (* 1961 in Mödling) ist ein Drehbuchautor, Regisseur und Produzent. Er arbeitet für verschiedene TV-Anstalten und literarische Projekte.

## Filmographie
- seit 1998 Werbespots, 35 TV- und Kinowerbespots, Produktion
- 1999 Die Jungfrau, 90 min., Buch/Regie
- Was zur Legende taugt
- Aschensteiners, Regie
- Yughall, Regie
- Snugmuhai, Regie
- Das Hartmut-Wolf-System, Regie
- Identity, 100 min., Buch
- Shadow of the Sword – Der Henker, 110 min., Buch
- Das binäre Getto, 90 min., Buch
- Walter oder die vegetative Toleranz, 90 min., Buch
- Der Gymnasiast, 90 min., Buch
- Die von der Erinnerung befreite Welt, 90 min., Buch
- Die Gehilfen, 90 min., Buch
- Camera kills, Spielfilm, 100 Min., Buch